# 賭博委員會
賭博委員會（英語：Gambling Commission）是英國政府的一個非政府部門公共機構，負責監管英國的賭博和監督博彩法。它的職權範圍包括管轄英國境內的電子遊樂場、博彩、賓果遊戲、賭場、角子機以及彩票，但不包括點差交易。根據《2005年賭博法》，免費有獎徵答和抽獎不受賭博委員會管轄。
賭博委員會的既定目標是防止賭博犯罪，並保護弱勢群體。它向營運商頒發許可證，並就與賭博相關的問題向英國政府提供建議。它還就涉嫌非法賭博與英國警方合作。賭博委員會於2007年取代了英國博彩委員會。2013年，賭博委員會承擔了監管國家彩票的責任。

## 外部連結
- 賭博委員會 （页面存档备份，存于）